# Großer Preis von Kanada 1977
Der Große Preis von Kanada 1977 (offiziell XVI Canadian Grand Prix) fand am 9. Oktober auf dem Mosport Park in Bowmanville statt und war das 16. Rennen der Automobil-Weltmeisterschaft 1977.

## Berichte

### Hintergrund
Zum Großen Preis von Kanada, der als vorletztes Saisonrennen stattfand, trat der bereits als Weltmeister feststehende Niki Lauda nicht mehr an. Stattdessen übernahm Gilles Villeneuve, der ohnehin als Laudas Nachfolger ab der Saison 1978 feststand, das zweite Ferrari-Cockpit bereits anlässlich seines Heim-Grand-Prix. Ursprünglich war geplant gewesen, für Villeneuve einen dritten Werkswagen einzusetzen, was durch  Laudas Nichtteilnahme überflüssig wurde.
Riccardo Patrese kehrte ins Shadow-Team zurück, wodurch Jean-Pierre Jarier, der ihn beim US-Grand-Prix am Wochenende zuvor vertreten hatte, kein freies Cockpit zur Verfügung hatte.
Weitere Veränderungen im Fahrerfeld fanden in der Woche zwischen den beiden Rennen auf dem nordamerikanischen Kontinent nicht statt.
Der Große Preis von Kanada wurde letztmals auf dem Mosport Park ausgetragen. Seit der Saison 1978 findet er auf dem Circuit-Gilles Villeneuve in Montreal statt.

### Training
Bereits im Vorfeld wurde über die Gefährdung der Sicherheit durch die zahlreichen Bodenwellen der Rennstrecke diskutiert. Während des Trainings zeigte sich, dass diese Sorge durchaus berechtigt war, denn Ian Ashley überschlug sich mit seinem Hesketh 308 nach dem Überfahren einer der gefürchteten Bodenwellen. Der Wagen flog über die Leitplanken hinweg und Ashley erlitt schwere Verletzungen. Später an diesem Tag rutschte Jochen Mass in die unzureichend befestigten Leitplanken, die dem Aufprall nicht standhielten, was die mangelnde Sicherheit der Rennstrecke zusätzlich bestätigte.
Mit einer um fast sechs Zehntelsekunden schnelleren Rundenzeit als der zweitplatzierte James Hunt erreichte Mario Andretti seine sechste Pole-Position der Saison. Es folgte Ronnie Peterson im Tyrrell P34 vor Andrettis Lotus-Teamkollegen Gunnar Nilsson, Hunts McLaren-Kollegen Mass sowie seinem eigenen Teamkollegen Patrick Depailler. Die beiden Shadow-Piloten Alan Jones und Patrese bildeten die vierte Startreihe.
Jean-Pierre Jabouille verfehlte mit dem Renault RS01 die Qualifikation.

### Rennen
Andretti ging in Führung vor Hunt und Mass. Diese Reihenfolge der ersten drei blieb während der ersten 60 Runden des Rennens konstant. Lediglich der Abstand zum Drittplatzierten Mass vergrößerte sich deutlich.
In der 61. Runde übernahm Hunt die Führung vor Andretti, als beide auf Mass, den es zu überrunden galt, aufliefen. Dabei kam es zu einem Missverständnis der beiden McLaren-Piloten, was zu einer Kollision führte. Andretti übernahm dadurch wieder die Spitze, musste jedoch in Runde 78 wegen eines Motorschadens aufgeben. Vittorio Brambilla, der zu diesem Zeitpunkt den dritten Rang belegte, kam auf Öl, welches Andrettis Wagen verloren hatte, ins Rutschen und prallte in den am Streckenrand abgestellten Wagen von Patrese.
Jody Scheckter fuhr nach exakt 1:40:00,00 als Erster über die Ziellinie, gefolgt von Depailler und Mass, der nach der Kollision zunächst auf den siebten Rang zurückgefallen war. Jones erreichte den vierten Rang vor Patrick Tambay. Brambilla wurde aufgrund seines späten Ausfalls als Sechster gewertet.
Die Podiumsplatzierung von Mass war die letzte eines deutschen Fahrers bis zum dritten Platz Michael Schumachers beim Großen Preis von Mexiko 1992.

## Meldeliste
| Team                            | Nr. | Fahrer                | Chassis         | Motor                     | Reifen |
| ------------------------------- | --- | --------------------- | --------------- | ------------------------- | ------ |
| Marlboro Team McLaren           | 01  | James Hunt            | McLaren M26     | Ford Cosworth DFV 3.0 V8  | G      |
| Marlboro Team McLaren           | 02  | Jochen Mass           | McLaren M26     | Ford Cosworth DFV 3.0 V8  | G      |
| Elf Team Tyrrell                | 03  | Ronnie Peterson       | Tyrrell P34     | Ford Cosworth DFV 3.0 V8  | G      |
| Elf Team Tyrrell                | 04  | Patrick Depailler     | Tyrrell P34     | Ford Cosworth DFV 3.0 V8  | G      |
| John Player Team Lotus          | 05  | Mario Andretti        | Lotus 78        | Ford Cosworth DFV 3.0 V8  | G      |
| John Player Team Lotus          | 06  | Gunnar Nilsson        | Lotus 78        | Ford Cosworth DFV 3.0 V8  | G      |
| Martini Racing                  | 07  | John Watson           | Brabham BT45B   | Alfa Romeo 115-12 3.0 F12 | G      |
| Martini Racing                  | 08  | Hans-Joachim Stuck    | Brabham BT45B   | Alfa Romeo 115-12 3.0 F12 | G      |
| Hollywood March Racing          | 09  | Alex Ribeiro          | March 761B      | Ford Cosworth DFV 3.0 V8  | G      |
| Team Rothmans International     | 10  | Ian Scheckter         | March 771       | Ford Cosworth DFV 3.0 V8  | G      |
| Scuderia Ferrari SpA SEFAC      | 12  | Carlos Reutemann      | Ferrari 312T2   | Ferrari 015 3.0 F12       | G      |
| Scuderia Ferrari SpA SEFAC      | 21  | Gilles Villeneuve     | Ferrari 312T2   | Ferrari 015 3.0 F12       | G      |
| Interscope Racing               | 14  | Danny Ongais          | Penske PC4      | Ford Cosworth DFV 3.0 V8  | G      |
| Équipe Renault Elf              | 15  | Jean-Pierre Jabouille | Renault RS01    | Renault EF1 1.5 V6t       | M      |
| Shadow Racing Team              | 16  | Riccardo Patrese      | Shadow DN8      | Ford Cosworth DFV 3.0 V8  | G      |
| Shadow Racing Team              | 17  | Alan Jones            | Shadow DN8      | Ford Cosworth DFV 3.0 V8  | G      |
| Durex Team Surtees              | 18  | Hans Binder           | Surtees TS19    | Ford Cosworth DFV 3.0 V8  | G      |
| Beta Team Surtees               | 19  | Vittorio Brambilla    | Surtees TS19    | Ford Cosworth DFV 3.0 V8  | G      |
| Walter Wolf Racing              | 20  | Jody Scheckter        | Wolf WR1        | Ford Cosworth DFV 3.0 V8  | G      |
| Team Tissot Ensign with Castrol | 22  | Clay Regazzoni        | Ensign N177     | Ford Cosworth DFV 3.0 V8  | G      |
| Theodore Racing Hong Kong       | 23  | Patrick Tambay        | Ensign N177     | Ford Cosworth DFV 3.0 V8  | G      |
| Penthouse Rizla Racing          | 24  | Rupert Keegan         | Hesketh 308E    | Ford Cosworth DFV 3.0 V8  | G      |
| Hesketh Racing                  | 25  | Ian Ashley            | Hesketh 308E    | Ford Cosworth DFV 3.0 V8  | G      |
| Ligier Gitanes                  | 26  | Jacques Laffite       | Ligier JS7      | Matra MS76 3.0 V12        | G      |
| Williams Grand Prix Engineering | 27  | Patrick Nève          | March 761       | Ford Cosworth DFV 3.0 V8  | G      |
| Copersucar-Fittipaldi           | 28  | Emerson Fittipaldi    | Copersucar FD05 | Ford Cosworth DFV 3.0 V8  | G      |
| Chesterfield Racing             | 30  | Brett Lunger          | McLaren M23     | Ford Cosworth DFV 3.0 V8  | G      |

## Klassifikationen

### Startaufstellung
| Pos. | Fahrer                | Konstrukteur       | Zeit     | Ø-Geschwindigkeit | Start |
| ---- | --------------------- | ------------------ | -------- | ----------------- | ----- |
| 01   | Mario Andretti        | Lotus-Ford         | 1:11,385 | 199,555 km/h      | 01    |
| 02   | James Hunt            | McLaren-Ford       | 1:11,942 | 198,010 km/h      | 02    |
| 03   | Ronnie Peterson       | Tyrrell-Ford       | 1:12,752 | 195,805 km/h      | 03    |
| 04   | Gunnar Nilsson        | Lotus-Ford         | 1:12,975 | 195,207 km/h      | 04    |
| 05   | Jochen Mass           | McLaren-Ford       | 1:13,116 | 194,830 km/h      | 05    |
| 06   | Patrick Depailler     | Tyrrell-Ford       | 1:13,207 | 194,588 km/h      | 06    |
| 07   | Alan Jones            | Shadow-Ford        | 1:13,347 | 194,217 km/h      | 07    |
| 08   | Riccardo Patrese      | Shadow-Ford        | 1:13,435 | 193,984 km/h      | 08    |
| 09   | Jody Scheckter        | Wolf-Ford          | 1:13,497 | 193,820 km/h      | 09    |
| 10   | John Watson           | Brabham-Alfa Romeo | 1:13,500 | 193,812 km/h      | 10    |
| 11   | Jacques Laffite       | Ligier-Matra       | 1:13,739 | 193,184 km/h      | 11    |
| 12   | Carlos Reutemann      | Ferrari            | 1:13,890 | 192,789 km/h      | 12    |
| 13   | Hans-Joachim Stuck    | Brabham-Alfa Romeo | 1:13,953 | 192,625 km/h      | 13    |
| 14   | Clay Regazzoni        | Ensign-Ford        | 1:13,999 | 192,505 km/h      | 14    |
| 15   | Vittorio Brambilla    | Surtees-Ford       | 1:14,229 | 191,909 km/h      | 15    |
| 16   | Patrick Tambay        | Ensign-Ford        | 1:14,464 | 191,303 km/h      | 16    |
| 17   | Gilles Villeneuve     | Ferrari            | 1:14,465 | 191,301 km/h      | 17    |
| 18   | Ian Scheckter         | March-Ford         | 1:14,855 | 190,304 km/h      | 18    |
| 19   | Emerson Fittipaldi    | Copersucar-Ford    | 1:14,857 | 190,299 km/h      | 19    |
| 20   | Brett Lunger          | McLaren-Ford       | 1:14,930 | 190,113 km/h      | 20    |
| 21   | Patrick Nève          | March-Ford         | 1:15,510 | 188,653 km/h      | 21    |
| 22   | Danny Ongais          | Penske-Ford        | 1:15,599 | 188,431 km/h      | 22    |
| 23   | Alex Ribeiro          | March-Ford         | 1:15,770 | 188,006 km/h      | 23    |
| 24   | Hans Binder           | Surtees-Ford       | 1:16,568 | 186,046 km/h      | 24    |
| 25   | Ian Ashley            | Hesketh-Ford       | 1:16,640 | 185,872 km/h      | DNS   |
| 26   | Rupert Keegan         | Hesketh-Ford       | 1:17,000 | 185,003 km/h      | 25    |
| DNQ  | Jean-Pierre Jabouille | Renault            | 1:18,999 | 180,321 km/h      | –     |

### Rennen
| Pos. | Fahrer             | Konstrukteur       | Runden | Stopps | Zeit       | Start | Schnellste Runde |
| ---- | ------------------ | ------------------ | ------ | ------ | ---------- | ----- | ---------------- |
| 01   | Jody Scheckter     | Wolf-Ford          | 80     | 0      | 1:40:00,00 | 09    | 1:14,370         |
| 02   | Patrick Depailler  | Tyrrell-Ford       | 80     | 0      | + 6,77     | 06    | 1:14,416         |
| 03   | Jochen Mass        | McLaren-Ford       | 80     | 0      | + 15,76    | 05    | 1:14,358         |
| 04   | Alan Jones         | Shadow-Ford        | 80     | 0      | + 46,69    | 07    | 1:15,077         |
| 05   | Patrick Tambay     | Ensign-Ford        | 80     | 0      | + 1:03,26  | 16    | 1:14,677         |
| 06   | Vittorio Brambilla | Surtees-Ford       | 78     | 0      | DNF        | 15    | 1:14,127         |
| 07   | Danny Ongais       | Penske-Ford        | 78     | 0      | + 2 Runden | 22    | 1:15,169         |
| 08   | Alex Ribeiro       | March-Ford         | 78     | 0      | + 2 Runden | 23    | 1:16,495         |
| 09   | Mario Andretti     | Lotus-Ford         | 77     | 0      | DNF        | 01    | 1:13,299         |
| 10   | Riccardo Patrese   | Shadow-Ford        | 76     | 0      | DNF        | 08    | 1:14,577         |
| 11   | Brett Lunger       | McLaren-Ford       | 76     | 0      | DNF        | 20    | 1:14,434         |
| –    | Gilles Villeneuve  | Ferrari            | 76     | 0      | DNF        | 17    | 1:15,229         |
| –    | James Hunt         | McLaren-Ford       | 61     | 0      | DNF        | 02    | 1:13,549         |
| –    | Patrick Nève       | March-Ford         | 56     | 0      | DNF        | 21    | 1:16,894         |
| –    | Ronnie Peterson    | Tyrrell-Ford       | 34     | 0      | DNF        | 03    | 1:15,500         |
| –    | Rupert Keegan      | Hesketh-Ford       | 32     | 0      | DNF        | 25    | 1:16,173         |
| –    | Hans Binder        | Surtees-Ford       | 31     | 0      | DNF        | 24    | 1:17,699         |
| –    | Ian Scheckter      | March-Ford         | 29     | 0      | DNF        | 18    | 1:16,648         |
| –    | Emerson Fittipaldi | Copersucar-Ford    | 29     | 2      | DNF        | 19    | 1:18,997         |
| –    | Carlos Reutemann   | Ferrari            | 20     | 0      | DNF        | 12    | 1:15,731         |
| –    | Hans-Joachim Stuck | Brabham-Alfa Romeo | 19     | 0      | DNF        | 13    | 1:16,181         |
| –    | Gunnar Nilsson     | Lotus-Ford         | 17     | 0      | DNF        | 04    | 1:15,242         |
| –    | Jacques Laffite    | Ligier-Matra       | 12     | 0      | DNF        | 11    | 1:15,316         |
| –    | John Watson        | Brabham-Alfa Romeo | 1      | 0      | DNF        | 10    | 1:27,339         |
| –    | Clay Regazzoni     | Ensign-Ford        | 0      | 0      | DNF        | 14    | –                |

## WM-Stände nach dem Rennen
Die ersten sechs des Rennens bekamen 9, 6, 4, 3, 2 bzw. 1 Punkt(e). Es zählten nur die besten acht Ergebnisse aus den ersten neun Rennen und die besten sieben Ergebnisse aus den letzten acht Rennen. In der Konstrukteurswertung zählte nur das Ergebnis des bestplatzierten Fahrers eines Teams. Streichresultate sind in Klammern gesetzt.

### Fahrerwertung
| Pos. | Fahrer             | Konstrukteur                    | Punkte |
| ---- | ------------------ | ------------------------------- | ------ |
| 01   | Niki Lauda         | Ferrari                         | 72     |
| 02   | Jody Scheckter     | Wolf-Ford                       | 55     |
| 03   | Mario Andretti     | Lotus-Ford                      | 47     |
| 04   | Carlos Reutemann   | Ferrari                         | 36     |
| 05   | James Hunt         | McLaren-Ford                    | 31     |
| 06   | Jochen Mass        | McLaren-Ford                    | 25     |
| 07   | Gunnar Nilsson     | Lotus-Ford                      | 20     |
| 08   | Alan Jones         | Shadow-Ford                     | 19     |
| 09   | Jacques Laffite    | Ligier-Matra                    | 16     |
| 10   | Patrick Depailler  | Tyrrell-Ford                    | 16     |
| 11   | Hans-Joachim Stuck | March-Ford / Brabham-Alfa Romeo | 12     |
| 12   | Emerson Fittipaldi | Copersucar-Ford                 | 11     |
| 13   | John Watson        | Brabham-Alfa Romeo              | 9      |
| 14   | Ronnie Peterson    | Tyrrell-Ford                    | 7      |
| 15   | Vittorio Brambilla | Surtees-Ford                    | 6      |
| 16   | Carlos Pace †      | Brabham-Alfa Romeo              | 6      |
| 17   | Clay Regazzoni     | Ensign-Ford                     | 5      |
| 18   | Patrick Tambay     | Ensign-Ford                     | 5      |
| 19   | Renzo Zorzi        | Shadow-Ford                     | 1      |
| 20   | Jean-Pierre Jarier | Penske-Ford / Shadow-Ford       | 1      |
| 21   | Rupert Keegan      | Hesketh-Ford                    | 0      |
| 22   | Patrick Nève       | March-Ford                      | 0      |
| 23   | Vern Schuppan      | Surtees-Ford                    | 0      |

| Pos. | Fahrer                | Konstrukteur               | Punkte |
| ---- | --------------------- | -------------------------- | ------ |
| 24   | Ingo Hoffmann         | Copersucar-Ford            | 0      |
| 25   | Danny Ongais          | Penske-Ford                | 0      |
| 26   | Alex Ribeiro          | March-Ford                 | 0      |
| 27   | Hans Binder           | Surtees-Ford / Penske-Ford | 0      |
| 28   | Riccardo Patrese      | Shadow-Ford                | 0      |
| 29   | Harald Ertl           | Hesketh-Ford               | 0      |
| 30   | Jackie Oliver         | Shadow-Ford                | 0      |
| 31   | Brett Lunger          | March-Ford / McLaren-Ford  | 0      |
| 32   | Brian Henton          | March-Ford                 | 0      |
| 33   | Jacky Ickx            | Ensign-Ford                | 0      |
| 34   | Ian Scheckter         | March-Ford                 | 0      |
| 35   | Gilles Villeneuve     | McLaren-Ford / Ferrari     | 0      |
| 36   | Larry Perkins         | B.R.M. / Surtees-Ford      | 0      |
| 37   | David Purley          | LEC-Ford                   | 0      |
| 38   | Emilio de Villota     | McLaren-Ford               | 0      |
| 39   | Arturo Merzario       | March-Ford / Shadow-Ford   | 0      |
| 40   | Ian Ashley            | Hesketh-Ford               | 0      |
| –    | Tom Pryce †           | Shadow-Ford                | 0      |
| –    | Boy Hayje             | March-Ford                 | 0      |
| –    | Jean-Pierre Jabouille | Renault                    | 0      |
| –    | Héctor Rebaque        | Hesketh-Ford               | 0      |
| –    | Bruno Giacomelli      | McLaren-Ford               | 0      |

### Konstrukteurswertung
| Pos. | Konstrukteur       | Punkte  |
| ---- | ------------------ | ------- |
| 01   | Ferrari            | 89 (91) |
| 02   | Lotus-Ford         | 62      |
| 03   | Wolf-Ford          | 55      |
| 04   | McLaren-Ford       | 51      |
| 05   | Brabham-Alfa Romeo | 27      |
| 06   | Tyrrell-Ford       | 23      |
| 07   | Shadow-Ford        | 20      |
| 08   | Ligier-Matra       | 16      |
| 09   | Copersucar-Ford    | 11      |

| Pos. | Konstrukteur | Punkte |
| ---- | ------------ | ------ |
| 10   | Ensign-Ford  | 10     |
| 11   | Surtees-Ford | 6      |
| 12   | Penske-Ford  | 1      |
| 13   | March-Ford   | 0      |
| 14   | Hesketh-Ford | 0      |
| 15   | LEC-Ford     | 0      |
| –    | B.R.M.       | 0      |
| –    | Renault      | 0      |